# مجتمع غالبين
أسس مجتمع غالبين (بالإنجليزية: The Galpin Society)‏ في أكتوبر 1946 ويتمركز في بريطانيا ويهدف للبحث في تاريخ وصناعة وتطوير واستعمال الآلات الموسيقية (فرع من علم الموسيقى يعرف بعلم الأرغنوة). سمي على عالم الأرغنوة الرائد البريطاني فرانسيس ويليام غالبين (1858-1945).
ينشر مجتمع غالبين جريدة فصلية (كل ثلاثة أشهر) ومجلة باسم مجلة مجتمع غالبين، وتعقد مؤتمرات من حين إلى آخر عادة بشراكة مع مجتمع الآلة الموسيقية الأمريكي. يتوفر المجتمع على موقع إلكتروني رسمي نشيط.

## وصلات خارجية
- مجتمع غابلين
- مجتمع الآلة الموسيقية الأمريكي